# Кизилотауський сільський округ
Кизилота́уський сільський округ (каз. Қызылотау ауылдық округі, рос. Кызылотауский сельский округ) — адміністративна одиниця у складі Мойинкумського району Жамбильської області Казахстану. Адміністративний центр — село Кушаман.
Населення — 646 осіб (2021; 576 у 2009, 560 у 1999, 805 у 1989).
Станом на 1989 рік село Амангельди перебувало у складі Кизилтальської сільської ради, з 1993 року — Кизилотауська сільська адміністрація. 1997 року сільська адміністрація була ліквідована та приєднана до складу Кизилтальського сільського округу, однак 2004 року зі складу Кизилтальського сільського округу був виділений Кизилотауський сільський округ.